# Constitutioneel referendum in Zambia (1969)
| Stemverhoudingen in % |
| --------------------- |
|                       |

Het constitutioneel referendum in Zambia in 1969 vond op 17 juni plaats en handelde over de vraag of de bevolking instemde met het voornemen van de regering om de clausule in de grondwet te wijzigen om bij amendering van de grondwet een referendum te houden. In plaats daarvan zou bij amendering telkens een tweederdemeerderheid in de Nationale Vergadering nodig zijn. Bij een opkomst van 69,5% sprak 85% zich uit voor wijziging van de grondwet.

## Uitslag
| Keuze                             | Stemmen   | %     |
| --------------------------------- | --------- | ----- |
| "Ja"                              | 904.337   | 85,02 |
| "Neen"                            | 159.348   | 14,98 |
| Ongeldige stemmen/ blanco stemmen | 39.667    | 3,60  |
| Totaal                            | 1.103.352 | 100   |
| Geregistreerde kiezers/ opkomst   | 1.587.966 | 69,48 |
| Bron: AED                         |           |       |

Presidentsverkiezingen: 1968 · 1973 · 1978 · 1983 · 1988 · 1991 · 1996 · 2001 · 2006 · 2008 · 2011 · 2015 · 2016 · 2021

Parlementsverkiezingen: 1968 · 1973 · 1978 · 1983 · 1988 · 1991 · 1996 · 2001 · 2006 · 2011 · 2016 · 2021

Referenda: 1969 · 2016